# BNP Paribas Fortis
 (septembre 2024).
 (septembre 2024).
Si vous disposez d'ouvrages ou d'articles de référence ou si vous connaissez des sites web de qualité traitant du thème abordé ici, merci de compléter l'article en donnant les références utiles à sa vérifiabilité et en les liant à la section « Notes et références ».
 (septembre 2024).
La mise en forme du texte ne suit pas les recommandations de Wikipédia : il faut le « wikifier ».
Les points d'amélioration suivants sont les cas les plus fréquents. Le détail des points à revoir est peut-être précisé sur la page de discussion.
- Les titres sont pré-formatés par le logiciel. Ils ne sont ni en capitales, ni en gras.
- Le texte ne doit pas être écrit en capitales (les noms de famille non plus), ni en gras, ni en italique, ni en « petit »…
- Le gras n'est utilisé que pour surligner le titre de l'article dans l'introduction, une seule fois.
- L'italique est rarement utilisé : mots en langue étrangère, titres d'œuvres, noms de bateaux, etc.
- Les citations ne sont pas en italique mais en corps de texte normal. Elles sont entourées par des guillemets français : « et ».
- Les listes à puces sont à éviter, des paragraphes rédigés étant largement préférés. Les tableaux sont à réserver à la présentation de données structurées (résultats, etc.).
- Les appels de note de bas de page (petits chiffres en exposant, introduits par l'outil «  Source ») sont à placer entre la fin de phrase et le point final[comme ça].
- Les liens internes (vers d'autres articles de Wikipédia) sont à choisir avec parcimonie. Créez des liens vers des articles approfondissant le sujet. Les termes génériques sans rapport avec le sujet sont à éviter, ainsi que les répétitions de liens vers un même terme.
- Les liens externes sont à placer uniquement dans une section « Liens externes », à la fin de l'article. Ces liens sont à choisir avec parcimonie suivant les règles définies. Si un lien sert de source à l'article, son insertion dans le texte est à faire par les notes de bas de page.
- La présentation des références doit suivre les conventions bibliographiques. Il est recommandé d'utiliser les modèles {{Ouvrage}}, {{Chapitre}}, {{Article}}, {{Lien web}} et/ou {{Bibliographie}}. Le mode d'édition visuel peut mettre en forme automatiquement les références.
- Insérer une infobox (cadre d'informations à droite) n'est pas obligatoire pour parachever la mise en page.

Pour une aide détaillée, merci de consulter Aide:Wikification.
Si vous pensez que ces points ont été résolus, vous pouvez retirer ce bandeau et améliorer la mise en forme d'un autre article.
 (septembre 2024).
L'article doit être relu — et modifié si nécessaire — par des contributeurs indépendants pour apporter un regard critique aux contributions effectuées en violation des conditions d'utilisation de Wikipédia, tant sur la forme (notamment concernant le style encyclopédique, la proportionnalité) que sur le fond (la neutralité de point de vue, la qualité et l'indépendance des sources).
Pour les articles homonymes, voir BNP et Fortis.
BNP Paribas Fortis est la banque belge du groupe BNP Paribas, principalement active sur le marché des particuliers et des entreprises en Belgique, un des quatre marchés domestiques du groupe. Ancien bras bancaire belge du groupe Fortis, la société a été acquise par BNP Paribas à la suite de la déconfiture de Fortis en 2008.
BNP Paribas Fortis commercialise sur le marché belge un éventail complet de services financiers auprès des particuliers, indépendants, titulaires de professions libérales, entreprises et organisations publiques. Dans le secteur des assurances, BNP Paribas Fortis opère en étroite collaboration, en tant qu’agent d’assurance lié, avec AG Insurance, leader du marché belge.

## Organisation
BNP Paribas Fortis est le n° 1 du segment des particuliers en termes de part de marché et occupe des positions fortes sur le segment des professionnels et petites entreprises en Belgique. BNP Paribas Fortis est également la 1re banque privée en Belgique. Par ailleurs, BNP Paribas Fortis est le n° 1 en Belgique sur l’activité Corporate Banking et offre une gamme complète de services financiers aux entreprises, aux sociétés du secteur public et aux collectivités territoriales. Au niveau international, la banque propose des solutions sur mesure aux particuliers fortunés, aux grandes entreprises et aux institutions publiques et financières, en s'appuyant sur la compétence et le réseau international de BNP Paribas.
L’organisation commerciale de BNP Paribas Fortis est organisée autour de trois pôles :
- Retail Banking sert les clients particuliers, indépendants et petites entreprises par le biais d’une équipe multidisciplinaire ;
- Affluent & Private Banking sert les clients particuliers ayant plus de 85 000 euros d’actifs et les clients indépendants et sociétés actifs dans le secteur des professions libérales par le biais d’un chargé de relation dédié. Les services de banque privée sont proposés aux particuliers dont les actifs investis sont supérieurs à 250 000 euros. Le département Wealth Management au sein de la banque privée sert les clients dont les actifs investis sont supérieurs à 5 millions d’euros ;
- Corporate Banking sert les clients entre- prises aux besoins plus complexes par le biais d’un chargé de relation dédié (Enterprises pour les petites et moyennes entreprises, et Corporate Coverage pour les grandes entre- prises et clients publics et institutionnels). La gamme de services offerts comprend les produits de banque de flux, l'expertise financière spécialisée, les titres, les produits d'assurance, les services immobiliers, le financement du commerce, la gestion de trésorerie, l'affacturage et la location. En outre, BNP Paribas Fortis est également actif dans les fusions et acquisitions et sur le marché des capitaux.

La qualité des services offerts par BNP Paribas Fortis à ses clients a été reconnue à plusieurs reprises. En 2023, la banque a été élue «Meilleure banque pour les solutions numériques en Belgique» par Euromoney, «Banque de l'année en Belgique» par The Banker, «Meilleure banque privée en Belgique» par PWM-The Banker et «Meilleure banque en Belgique» par Global Finance. Lors des Euromoney Awards for Excellence 2024, BNP Paribas Fortis a été nommé «Best Bank», «Best Investment Bank» et «Best Bank for ESG» en Belgique.

## Filiales
BNP Paribas Fortis est la société mère de BGL BNP Paribas au Luxembourg. La banque est, au Grand-duché de Luxembourg, le plus important fournisseur de services bancaires aux entreprises, et occupe la deuxième place sur le segment des clients particuliers. Elle est aussi le leader en bancassurance, fournissant des offres combi- nées de services bancaires et d’assurance.
BNP Paribas Fortis opère en Turquie via Türk Ekonomi Bankası (TEB), dont elle détient 48,7 %. Les produits et services de la banque de détail se composent de cartes de débit et de crédit, de prêts personnels, de produits d’investissement et d’assurance qui sont distribués par le réseau d’agences de TEB et via internet et phone banking. Les services aux entreprises comprennent le financement des exportations, la gestion d’actifs et le cash mana- gement, l’octroi de crédits, la couverture du risque de change, du risque de taux d’intérêt et du prix des matières premières, ainsi que le factoring et le leasing.
Arval BNP Paribas, filiale à 100 % de BNP Paribas Fortis, est un spécialiste de la location de véhicules d’entreprise. Arval propose à ses clients professionnels, PME et grands groupes internationaux des solutions dédiées visant à optimiser la mobilité de leurs collaborateurs et à externaliser les risques liés à la gestion de leur flotte automobile. Conseil d’expert et qualité de service, qui constituent les fondements de la promesse client d’Arval, sont délivrés dans 29 pays.

## Histoire du groupe
En 2022, BNP Paribas Fortis est devenue actionnaire à 100 % de bpost banque après le rachat de la participation de 50 % détenue par bpost. En complément, un accord commercial exclusif de sept ans a été signé entre bpost et BNP Paribas Fortis. Dans le cadre de cet accord, bpost propose les services et produits de BNP Paribas Fortis dans son réseau de bureaux de poste. À partir du 22 janvier 2024, bpost banque a été intégrée dans BNP Paribas Fortis et les clients de bpost banque ont rejoint BNP Paribas Fortis. La marque bpost banque a disparu des rues et des bureaux de poste et a été remplacée par la marque et le logo de BNP Paribas Fortis.
BNP Paribas Fortis participe dans le parc de distributeurs de billets de Batopin, une co-entreprise de BNP Paribas Fortis, KBC, ING et Belfius, chacun détenant une participation de 25 %. Batopin installe des points CASH neutres partout en Belgique dans les lieux à forte clientèle.

### Développements depuis l'origine
BNP Paribas Fortis trouve son origine dans la première banque belge, fondée en 1822; 
Parmi les banques qui se sont regroupées et ont fusionné pour devenir aujourd'hui BNP Paribas Fortis, on trouve notamment: 
- la Société Générale des Pays-Bas pour Favoriser l’Industrie Nationale, ancêtre de la Société Générale de Belgique et de la Générale de Banque, créée par le roi des Pays Bas en 1822 ;  
- la Caisse générale d'épargne et de retraite (CGER), fondée en 1865 qui fusionnera avec la Générale de Banque dans les années 1990; 
- la Société Nationale de Crédit à l’Industrie (SNCI) qui  est créée en 1919 et qui  sera acquise par la CGER en 1995.
En 1999, s'effectue la création de Fortis Banque, formée par fusion de la Générale de Banque et de la CGER en Belgique et de trois banques aux Pays-Bas (Generale Bank, VSD Bank et Mees Pierson).
C'est à la suite de l'acquisition de la Générale de Banque en 1998 que Fortis regroupe ses diverses acquisitions bancaire pour former Fortis Banque en 1999. Elle inclut, à cette époque et jusqu'au démantèlement de Fortis, Fortis Bank Nederland.
Après la crise financière mondiale de 2008, les activités bancaires de Fortis Bank aux Pays-Bas sont vendues à l’État néerlandais. En Belgique, l’État belge devient actionnaire de Fortis Banque à 99,93%. Le gouvernement luxembourgeois acquiert pour 2,5 milliards € une participation de 49% dans la branche luxembourgeoise, Fortis Banque Luxembourg S.A.
En 2009, BNP Paribas acquiert 75% de Fortis Banque, tandis que l’État belge obtient 10,3% des actions de BNP Paribas.

### Depuis 2009
En 2013, l'appellation commerciale « BNP Paribas Fortis » devient la dénomination sociale de la banque au 1er janvier 2013. Au mois de novembre de la même année, BNP Paribas rachète les 25 % encore détenus par l'État belge dans BNP Paribas Fortis pour 3,25 milliards d'euros, réalisant ainsi une plus-value de 900 millions d'euros par rapport à son investissement initial en pleine crise bancaire. En 2013, l’État belge conserve sa participation de 10,3 % dans BNP Paribas. En 2017, l’État belge réduit sa participation qui est alors de 7,74% dans BNP Paribas.
En décembre 2020, Bpost annonce la vente de sa participation de 50 % dans Bpost Banque à BNP Paribas Fortis pour environ 110 millions d'euros,. En 2023, l'État belge a vendu environ un tiers de ses intérêts (2,7 % du capital social total de BNP Paribas). La participation est ainsi tombée à 5,51 %.

## Politique éthique et rôle dans le parrainage des énergies fossiles

### Engagements et politiques sectorielles
BNP Paribas Fortis se conforme aux différentes politiques sectorielles déterminées par le Groupe BNP Paribas et limite les investissements dans les secteurs de l’huile de palme, de la défense, de l’énergie nucléaire, de la pâte à papier, des centrales à charbon, de l’industrie minière, de l’agriculture, du pétrole et du gaz non conventionnels et du tabac.
BNP Paribas Fortis et BNP Paribas ont adhéré en 2021 à la Net-Zero Banking Alliance, s’engageant par là à aligner ses activités avec la trajectoire requise pour atteindre la neutralité carbone en 2050.
Dans son deuxième rapport climat, BNP Paribas a présenté de nouveaux objectifs de réduction des intensités d’émissions de gaz à effet de serre liées à ses activités de crédit dans trois secteurs d’activité parmi les plus émetteurs : l’acier, le ciment et l’aluminium. Les secteurs de l’agriculture, du transport maritime, de l’aviation et de l’immobilier commercial et résidentiel suivront en 2024.